# مصحف طوبقابي

طبعة محققة للمصحف المنسوب إلى عثمان بن عفان المُسمّى مصحف طوب قابي

نسخة طبق الأصل للمصحف المنسوب إلى عثمان بن عفان المُسمّى مصحف طوب قابي معروضة في مركز إرسيكا في إسطنبول

مصحف طوبقابي أو المصحف الشريف المنسوب إلى عثمان بن عفان رضي الله عنه هو مصحف قديم مخطوط، مكتوب بالخطا الكوفي في 408 صحائف من ورق الرق، موجود في متحف قصر طوب قابي، قيل إنه المصحف الذي كان مع الخليفة عثمان بن عفان، لكنّ أكثر الباحثين يعتقدون أنه لم يكن مصحف عثمان، ولا أحد المصاحف التي أرسل بها إلى المدن الإسلامية الرئيسة، بل هو مصحف مستنسخ من مصحف عثمان أو مستنسخ من مخطوط منسوخ من مصحف عثمان.

## تاريخه
أُلحقت بالمصحف ورقة قبل صفحته الأولى، كتُبَتْ فيها مقدمة باللغة العثمانية للتعريف بالمصحف مؤرخة في 20 جمادى الأولى سنة 1226 الهجرية، وُذكرَ فيها أن المصحف كُتب بيد عثمان بن عفان، وأنه كان محفوظاً في القاهرة منذ زمن بعيد، وأن محمد علي باشا في عام 1226 الهجري، أرسلَ بالمصحف هديةً إلى السلطان محمود الثاني، وحُفظَ المصحف منذئذٍ في دائرة البردة الشريفة داخل سراي طوبقاي، وقد ظل المصحف هناك يُعرض على الزوار في رمضان من كل سنة، حتى يوم 19 أبريل عام 1984 حين أُخذ المصحف إلى مكتبة السليمانية لترميمه، ثم أُعيد إلى متحف سراي طوبقابي في 9 نوفمبر عام 1987م ولا يزال هناك.

## مادة المصحف
صفحات المصحف 408 صفحات، وحجمه 40×30 سم، وسُمْكُهُ 11 سم، في أكثر صفحاته 18 سطراً، وبعضها أقل من ذلك، النسخة تنقصها ورقتان للآية 3 إلى 8 من سورة المائدة، والآية من 17 إلى 33 من سورة الإسراء، ولعلّ نقص هاتين الصفحتين من جراء أعمال الترميم والتجليد في مرور السنوات، وهذه النسخة تكاد تُعدّ نسخة تامة، غير أن فيها صفحات تصعب أو تمتنع قراءتها بسبب اندثارها، وفي المصحف سهو إملائي كتكرار حروف بعض الكلمات.

## مقارنة مع مصحف عثمان
أمر الخليفة عثمان بن عفان بأخذ مصحف أبي بكر، واستنساخ عدة مصاحف منه، لإرسالها إلى بلدان المسلمين الكبيرة، كانت تلك المصاحف 6 تقريباً، ويبدو مصحف طوبقابي قريباً من نسخة مصحف المدينة الذي أمر عثمان بن عفان بكتابته وإبقائه لأهل المدينة، وبعد النظر في مصحف طوبقابي يتبيّن أنه ليس مصحف عثمان الذي كتبه بيده، ولا واحداً من مصاحف عثمان التي أرسلها، ويدلّ على ذلك عدة أمور:
- 1) وجود خطوط قصيرة مائلة مكتوبة بالحبر الأسود للدلالة على النقاط، كذلك في مصحف طوبقابي نقاط مكتوبة بالحبر الأحمر للدلالة على حركات وهذه الخطوط والنقاط لم تكن في مصحف عثمان المتوفى سنة 35هـ ولا كانت معروفة في زمانه، بل التنقيط بدأ في زمان أبي الأسود الدؤلي.
- 2) في مصحف طوبقابي كُتب حرف الجر على ولفظ «حتى» بالألف «ا» هكذا (علا، حتا) بدلاً من الألف المقصورة، أما في مصحف عثمان فكُتب حرف الجر «على» بالألف المقصورة.
- 3) وجود مواضع سهو إملائي تبيّن أنه لم يراجع مراجعة دقيقة كمصحف عثمان.[8]

## تاريخ مصحف طوبقابي
ذُكر في مقدمة المصحف أنه كُتب بيد عثمان بن عفان، وذلك أمر غير صحيح، ورأى الدكتور محي الدين سرين عضو هيئة التدريس في جامعة مرمرة، أن هذه النسخة ربما كُتبتْ في أوائل القرن الهجري الثاني، وقد احتوى المصحف التشكيل الذي بدأ به أبو الأسود الدؤلي المتوفى سنة 69هـ، والتنقيط الذي بدأ به نصر بن عاصم المتوفى سنة 89، ويحيى بن يعمر المتوفى سنة 90هـ.

## مقارنته بالقراءات السبع
يظهر أنّ مصحف طوبقابي لم يُكتب إملائياً وفقاً لقراءة واحدة، بل هو يتضمن تشابهاً بكل القراءات الصحيحة المتواترة.

## وصلات خارجية
- المصحف المنسوب إلى الخليفة الراشد عثمان بن عفان، من خلال ملاحظات تاريخية وكوديكولوجية